# Moscow Cup
La Moscow Cup (fins al 2014 anomenada Mayor Cup) és una competició ciclista d'un sol dia que es disputa als voltants de Moscou (Rússia). La primera edició data del 2005, ja formant part del calendari de l'UCI Europa Tour. El 2015 se'n disputà la darrera edició.

## Palmarès
| Any  | Vencedor          | Segon               | Tercer                 |
| ---- | ----------------- | ------------------- | ---------------------- |
| 2005 | Ivan Terenin      | Alexander Gottfried | Normunds Lasis         |
| 2006 | Normunds Lasis    | Aleksejs Saramotins | Eduard Vorgànov        |
| 2007 | Denís Galimziànov | Alexander Mironov   | Aleksejs Saramotins    |
| 2008 | Timofei Kritski   | Anatoliy Yugov      | Ievgueni Reshetko      |
| 2009 | Mikhail Antonov   | Valeri Valinin      | Sergey Shcherbakov     |
| 2010 | Žolt Der          | Aleksandr Pórsev    | Ivan Kovaliov          |
| 2011 | Ivan Stević       | Dmitri Kossiakov    | Dimitr Samokhvalov     |
| 2012 | Ígor Bóiev        | Andi Bajc           | Viatcheslav Kouznetsov |
| 2013 | Vitali Buts       | Maksim Pokidov      | Iuri Agàrkov           |
| 2014 | Serguei Lagutin   | Andris Smirnovs     | Maris Bogdanovics      |
| 2015 | Serguei Lagkuti   | Denys Kostyuk       | Siarhei Papok          |